# Санта-Рита-ду-Токантинс

Санта-Рита-ду-Токантинс на карте штата.

Санта-Рита-ду-Токантинс (порт. Santa Rita do Tocantins) — муниципалитет в Бразилии, входит в штат Токантинс. Составная часть мезорегиона Западный Токантинс. Входит в экономико-статистический микрорегион Гурупи. Население составляет  2 128 человек на 2010 год. Занимает площадь 3 274,947 км². Плотность населения — 0,65 чел./км².
Праздник города — 26 мая.

## Демография
Согласно сведениям, собранным в ходе переписи 2010 г. Национальным институтом географии и статистики (IBGE), население муниципалитета составляет:
| Полное население                               | Полное население                               | Полное население                               | Полное население                               | 2 128 |
| ---------------------------------------------- | ---------------------------------------------- | ---------------------------------------------- | ---------------------------------------------- | ----- |
| в том числе:                                   | Городское население                            | 918                                            | Процент городского населения, %                | 43,14 |
|                                                | Сельское население                             | 1 210                                          | Процент сельского населения, %                 | 56,86 |
|                                                | Мужское население                              | 1 109                                          | Процент мужского населения, %                  | 52,11 |
|                                                | Женское население                              | 1 019                                          | Процент женского населения, %                  | 47,89 |
| Плотность населения, чел/км²                   | Плотность населения, чел/км²                   | Плотность населения, чел/км²                   | Плотность населения, чел/км²                   | 0,65  |
| Население муниципалитета в % к населению штата | Население муниципалитета в % к населению штата | Население муниципалитета в % к населению штата | Население муниципалитета в % к населению штата | 0,15  |

По данным оценки 2016 года население муниципалитета составляет 2 300 жителей.

## Статистика
- Валовой внутренний продукт на 2003 составляет 10.813.361,00 реалов (данные: Бразильский институт географии и статистики).
- Валовой внутренний продукт на душу населения на 2003 составляет 5.694,24 реалов (данные: Бразильский институт географии и статистики).
- Индекс развития человеческого потенциала на 2000 составляет 0,663 (данные: Программа развития ООН).

## География
Климат местности: тропический.

## Важнейшие населенные пункты
| № | Населённый пункт        | Населённый пункт (порт.) | Категория | Население чел. (2010) | На карте                        |
| - | ----------------------- | ------------------------ | --------- | --------------------- | ------------------------------- |
| 1 | Санта-Рита-ду-Токантинс | Santa Rita do Tocantins  | город     | 918                   | 10°51′51″ ю. ш. 48°54′30″ з. д. |